# Acrolophia
Genre
Classification phylogénétique
Acrolophia est un genre d'orchidées terrestres, endémiques à l'Afrique du Sud comptant 7 espèces.

## Étymologie
Le nom Acrolophia a été formé à partir du grec, "akros" = "final" ou "terminal" et  "lophos" = "crête".

## Description
Orchidées terrestres. 

## Répartition
Afrique du Sud, principalement de la Province du Cap.

## Liste d'espèces
- Acrolophia bolusii  Rolfe (1911)
- Acrolophia capensis  (P.J.Bergius) Fourc. (1932)
- Acrolophia cochlearis  (Lindl.) Schltr. & Bolus (1894)
- Acrolophia lamellata  (Lindl.) Pfitzer (1887)
- Acrolophia lunata  (Schltr.) Schltr. & Bolus (1894)
- Acrolophia micrantha  (Lindl.) Pfitzer (1887)
- Acrolophia ustulata  (Bolus) Schltr. & Bolus (1894)